# Baigneux-les-Juifs
Baigneux-les-Juifs is een gemeente in het Franse departement Côte-d'Or (regio Bourgogne-Franche-Comté) en telt 266 inwoners (2005). De plaats maakt deel uit van het arrondissement Montbard.

## Naam
In de Middeleeuwen werd het dorp Bagnos genoemd, waarschijnlijk naar het Latijn balneolum. De toevoeging les Juifs komt van een Joodse gemeenschap die zich in de 13e eeuw in de plaats mocht vestigen. De gemeenschap werd in de 15e eeuw door de Bourgondische hertogen weer verdreven.

## Geografie
De oppervlakte van Baigneux-les-Juifs bedraagt 12,6 km², de bevolkingsdichtheid is 21,1 inwoners per km².
De onderstaande kaart toont de ligging van Baigneux-les-Juifs met de belangrijkste infrastructuur en aangrenzende gemeenten.

## Demografie
Onderstaande figuur toont het verloop van het inwonertal (bron: INSEE-tellingen).